# SCART
La SCART (acronimo del francese Syndicat des Constructeurs d'Appareils Radiorécepteurs et Téléviseurs), o presa di peritelevisione, è un connettore di origine francese a 21 contatti per il collegamento di apparecchiature audio-video.
Standard europeo, nel paese nativo la SCART era conosciuta col nome di Péritel e, negli Stati Uniti, come EIA Multiport.
Progettata per trasportare contenuti in audio analogico e video analogico a definizione standard, potendo al massimo gestire un segnale RGB in componenti separate, è stata soppiantata coll'introduzione degli standard digitali come DVI (1999) HDMI (2002) e DisplayPort (2008).

## Storia
Prima dell'introduzione di questo standard, introdotto dal Comitato europeo di normazione elettrotecnica nel 1977 ma entrato in uso negli anni successivi, gli apparecchi televisivi e i videoregistratori adottavano numerosi sistemi per permettere il collegamento. Oltre alla classica connessione al modulatore RF d'antenna si usavano connettori secondo le norme DIN negli apparecchi di costruzione europea o connettori RCA negli apparecchi d'oltreoceano e per il segnale video si impiegavano anche i connettori BNC. Per portare il video da televisore a videoregistratore e viceversa si poteva dover utilizzare fino a sei cavi distinti. Inoltre, c'erano differenze fra i livelli dei segnali video tali per cui talvolta non era possibile ottenere un collegamento di qualità accettabile. La norma SCART portò ad un solo connettore per tutti i segnali necessari ed una standardizzazione dei livelli degli stessi.
Alla fine degli anni ottanta lo standard venne esteso per permettere di veicolare anche i segnali S-Video, ovvero segnali con luminanza e crominanza separati, ottenendo maggiore versatilità, pur non essendo la qualità al livello del video a componenti primarie, per cui la SCART era stata concepita. Non essendo previsto nessun segnale che indichi l'utilizzo di tale modalità occorre in genere configurare gli apparecchi per utilizzarla.
In Europa la connessione SCART, anche nota come EURO-AV, era il metodo più comune per collegare apparecchiature audio/video come decoder, videoregistratori e lettori DVD, mentre era poco diffuso altrove. Il connettore SCART è diventato obsoleto negli anni 2000 a seguito della diffusione di contenuti televisivi o multimediali digitali (per esempio DVD, Blu-ray Disc, ecc.) e con 5.1 o 7.1 canali audio (a fronte dei 2 disponibili tramite SCART). In Italia la presa SCART fu resa obbligatoria su tutti i televisori predisposti o atti a ricevere il Televideo dal 1º settembre 1984 e dal 1º settembre 1985 su tutti i televisori a colori sopra i 20 pollici. Tuttavia, rimaneva la possibilità di commercializzare apparecchi TV senza SCART, purché fosse chiaramente dichiarato
. L'obbligo italiano di installare il connettore SCART fu abrogato il 18 agosto 2015.

## Piedinatura
La presa è dotata di 20 piedini (detti anche poli o "pin"), ognuno dei quali veicola un segnale elettrico analogico, che può uscire o entrare nella presa SCART realizzando così globalmente un collegamento parallelo di tipo analogico. Il bordo metallico della presa (femmina) e della controparte (maschio) che ad essa si connette funge da ventunesimo contatto, e veicola la massa della schermatura del cavo; può essere sostituito da un piedino.
Nel riquadro qui a fianco è possibile vedere lo schema numerato dei piedini della presa SCART (femmina, vista dal davanti) presente sul dispositivo audio/video, la disposizione dei piedini sulla spina (connettore maschio, visto dal davanti) è ovviamente speculare.
La cornice metallica esterna non è simmetrica e garantisce il corretto orientamento della spina quando la si inserisce.
Il segnale di selezione di funzione (piedino 8), destinato inizialmente alla sola commutazione da segnale interno a segnale esterno ha assunto i seguenti significati:
- Livello 0. Tensione tra 0 e +2 V (nominale 0 V)[senza fonte]: nessun segnale, viene usato il segnale di diffusione circolare TV ricevuto dal televisore.
- Livello 1A. Tensione tra +4,5 e +7 V (nominale 6 V)[senza fonte]: viene usato il segnale dall'ingresso SCART, formato widescreen (16:9)
- Livello 1B. Tensione tra +9,5 e +12 V (nominale 12 V)[senza fonte]: viene usato il segnale dall'ingresso SCART, formato normale (4:3)

Il segnale di cancellazione o blanking (piedino 16) viene utilizzato per commutare dal modo a componenti RGB a quello composito:
- 0 logico. Tensione tra 0 e +0,4 V: segnale video composito
- 1 logico. Tensione tra +1 e +3 V (nominale 1 V)[senza fonte], cancellazione attiva: RGB

I segnali a componenti RGB venivano usati molto raramente dai videoregistratori "consumer", mentre gli apparecchi professionali sono sempre stati in grado di accettare i tre segnali separati. Negli apparecchi domestici veniva usato principalmente il segnale video composito (connettore RCA giallo) e, più recentemente, anche l'S-Video (connettore mini-DIN). Ormai è normale trovare sullo stesso apparecchio sia il video composito sia l'S-Video.
Il segnale RGB è perlopiù usato per collegare sorgenti audio/video di alta qualità, come DVD e ricevitori satellitari e garantire la massima definizione di trasferimento possibile, gestendo i segnali separatamente e conseguentemente minimizzando, in pratica, i seppur piccoli problemi di decodifica propri degli altri tipi di trasferimento.

## Aspetti positivi

### Differenze col collegamento al demodulatore radio d'antenna
Prima della diffusione del collegamento SCART, il modo comune di collegare apparecchi al televisore era di trasformare i segnali video e audio in un segnale in radiofrequenza nel videoregistratore. Il segnale veniva sommato a quello proveniente dall'antenna su un canale libero da altre trasmissioni e portato al televisore tramite uno spezzone di cavo coassiale sulla normale presa di antenna. Il televisore quindi effettuava la trasformazione inversa, vedendo il nuovo canale in aggiunta agli altri provenienti dall'antenna.
Il collegamento SCART apportò numerosi vantaggi; il primo fu di evitare la doppia conversione del segnale video, che ne degradava inevitabilmente la qualità. Inoltre, visto il numero non illimitato di canali radio disponibili e l'affollamento delle bande televisive analogiche, il collegamento diretto tramite il cavo SCART permetteva di poter collegare facilmente un maggior numero di sorgenti di segnale senza problemi di interferenze.
Il collegamento di un apparecchio con il televisore tramite il cavo SCART risultò anche più semplice, in quanto non necessita di alcuna operazione di sintonizzazione del televisore. Negli anni di maggior diffusione del collegamento SCART, prima dell'introduzione di collegamenti ad alta definizione, i televisori disponevano generalmente di almeno una coppia di tali ingressi, ma apparecchi con 4 o 5 ingressi audio-video non erano rari. Inoltre, sfruttando il segnale di selezione di funzione (piedino 8), il televisore passa automaticamente sull'appropriato ingresso AV quando l'apparecchio ad esso collegato viene acceso.

### Gli standard video

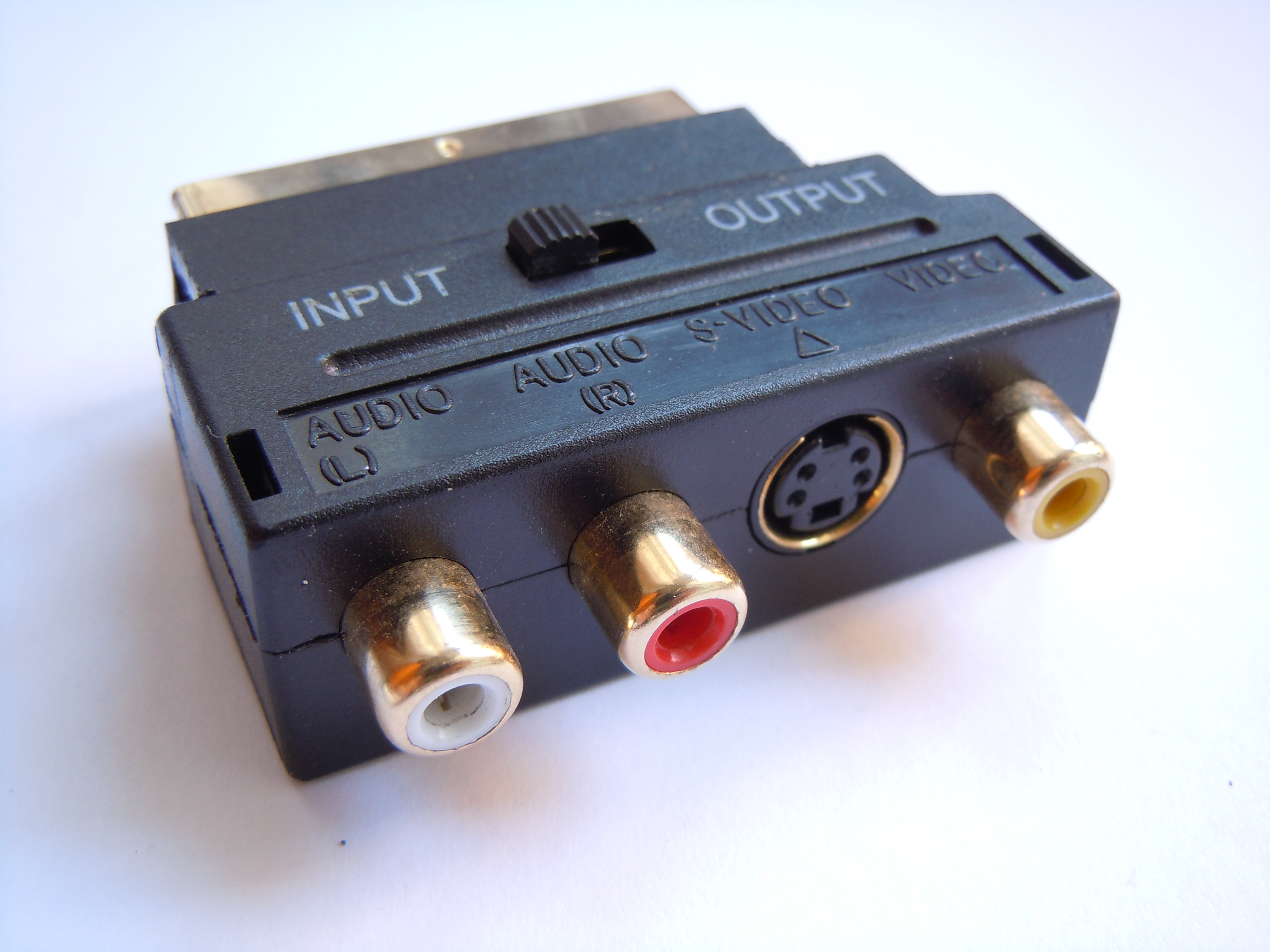
Adattatore SCART Input/Output per connettori RCA (audio-stereo e video composito) ed S-Video (mini-DIN a 4 pin)

Un considerevole vantaggio della connessione SCART è che essa gestisce tre standard: Video composito, S-Video ed RGB (con segnale di sincronia sul video composito), per cui è possibile costruire adattatori SCART–RGB, SCART–Composito e SCART–S-Video semplicemente collegando spinotti RCA agli opportuni piedini. Oltre a questo, la SCART veicola anche i segnali audio. Va però notato che non tutti gli apparecchi dotati di presa SCART hanno tutti i piedini "attivi" (ad esempio, un apparecchio può anche non essere in grado di emettere segnali RGB). Inoltre, al fine di realizzare un prodotto più economico, il cavo stesso può non avere i conduttori sufficienti per i tre standard supportati, quindi potrebbe essere adatto solo per uno di essi. Lo standard video composito era quello più diffuso, sia negli apparecchi che nei cavi di collegamento, gli standard RGB e S-Video in genere erano inclusi negli apparecchi e cavi di fascia economica medio-alta.

## Limitazioni
- Il connettore SCART non è in grado di trasmettere i segnali audio e video in forma digitale.
- L'audio è limitato alla stereofonia, non sono supportati i sistemi surround a più canali.
- Non essendo previsto nessun sistema di bloccaggio del connettore è piuttosto frequente il suo parziale sfilamento che può causare malfunzionamenti.
- Nei cavi economici i vari segnali vengono convogliati in un unico cavo multipolare schermato anziché in una serie di cavi singoli. Questo porta a interferenza fra i vari segnali e quindi ad una minore qualità del segnale.

## Immagini disturbate

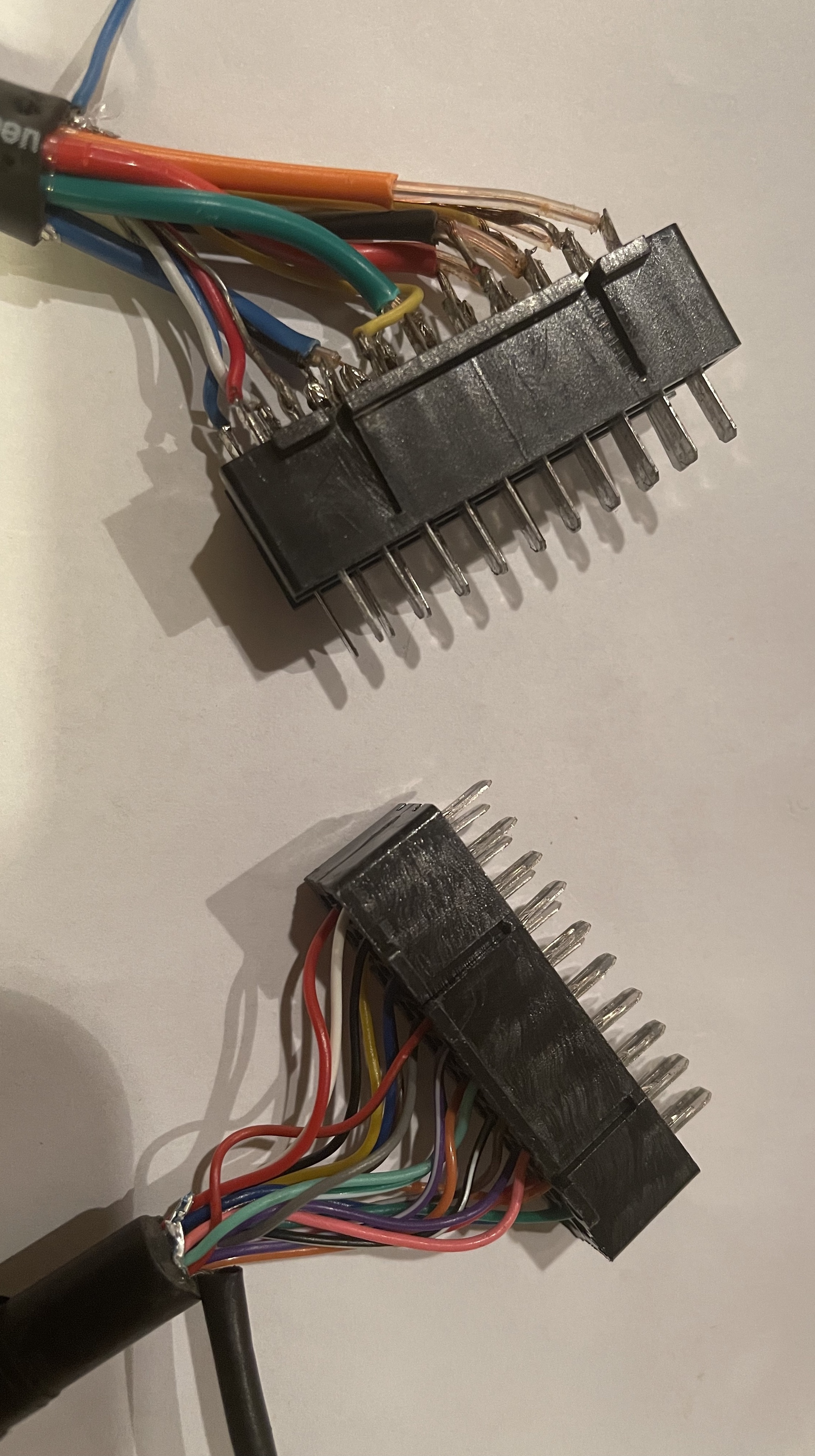
Confronto tra un cavo SCART a schermatura globale (sotto) e uno a schermatura per filo singolo (sopra)

La mancanza nei cavi economici delle schermature sui singoli fili, ma solo una schermatura globale, fa sì che si producano interferenze nei segnali sotto forma di diafonia, il che si può tradurre, ad esempio, nella comparsa di "immagini ombra" su un televisore connesso tramite SCART a un dispositivo; questo perché i due cavi dell'ingresso e dell'uscita video corrono vicini, e quindi il segnale video emesso dalla TV (che può essere diverso da quanto mostrato sullo schermo) si mescola, per induzione elettromagnetica, con quello ricevuto dal dispositivo, apparendo come un'immagine appena percettibile che si muove sullo sfondo dell'immagine principale. Infatti, l'immagine visibile sullo schermo sarà quella ricevuta dal dispositivo, ma il segnale in uscita dalla SCART sarà relativo all'immagine ricevuta dal sintonizzatore TV; anche se le due immagini sono uguali, quella "interferente" appare comunque come un'ombra sullo sfondo, specie nelle scene buie.
Esistono 3 soluzioni per questo problema:
- utilizzare un cavo a schermature singole (molto più grosso di uno a schermatura globale)
- scollegare temporaneamente il cavo di antenna (l'"immagine ombra" sarà così formata dal classico "rumore bianco": meno fastidioso, ma con l'effetto di rendere più "granulosa" l'immagine)
- scollegare il piedino 19 della spina SCART lato televisore (cosicché il segnale video in uscita non possa percorrere il cavo)

Il ronzio audio è causato da un loop di massa e da un accoppiamento del rumore dell'alimentatore del decoder TV e non è possibile eliminarlo in quanto il sistema SCART non prevede, né tantomeno obbliga, trasformatori di isolamento ed il segnale audio non è bilanciato.

## Costruzione dei cavi

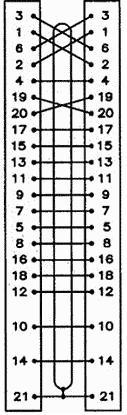
Schema di collegamento per cavi SCART con le estremità dello stesso genere, secondo lo standard obsoleto che prevede una massa comune per i segnali video in entrata e uscita. Lo standard presente prevede che siano invertiti anche i contatti 17 e 18.

I cavi che portano segnali video, ovvero quelli collegati alle coppie di piedini (19, 17), (20, 18), (15, 13), (11, 9), (7, 5), (16, 14), secondo la norma devono essere realizzati in coassiale da 75 Ω, mentre i cavi dei segnali audio (piedini 3, 1, 6, 2, 4) e dati digitali (piedini 10, 12, 21) devono essere del tipo schermato per audiofrequenze. La connessione del piedino 8 è assicurata con un filo in semplice isolamento. Da ciò consegue che i cavi a schermatura globale non rispondono alla norma.
Per collegare l'uscita di un apparecchio all'ingresso di un altro (per esempio un decoder a un televisore) ed evitare di collegare insieme due uscite o due ingressi, poiché alcuni piedini sono esclusivamente d'uscita o d'ingresso, la norma prevede che le connessioni direzionali nei cavi siano incrociate tra loro. Nella fattispecie, si scambiano gli ingressi audio sinistro e destro con le rispettive uscite e gli ingressi video con le rispettive uscite, coinvolgendo stavolta anche le loro masse. È «essenziale» che questi incroci avvengano un numero dispari di volte e perciò è stato previsto che i cordoni ai cui estremi sono connettori maschio-maschio o femmina-femmina abbiano le suddette connessioni incrociate, mentre i cavi dagli estremi di generi diversi (ovvero le prolunghe) non le abbiano.
Sono stati individuati cinque tipi di cavo, che possono essere marchiati sui connettori o vicino ad essi coi colori proposti:
- Tipo U (universale), con tutte le connessioni previste dallo standard. Marcatura nera;
- Tipo V (solo video): sono connessi solo i contatti 8, 19, 17, 20, 18, 15, 13, 11, 9, 7, 5, 16, 14, 10, 12, 21. Marcatura bianca;
- Tipo C (audio e video composito, ma non i segnali primari RGB): sono connessi solo i contatti 3, 1, 6, 2, 4, 8, 10, 21, 12, 17, 19, 18, 20. Marcatura grigia;
- Tipo A (solo audio): sono connessi solo i contatti che non hanno a che fare coi segnali video, ovvero i piedini 3, 1, 6, 2, 4, 8, 10, 12, 21. Marcatura gialla;
- Tipo B (solo dati): Sono connessi solo ed esclusivamente i contatti 10, 12, 21. Marcatura verde.

## Collegamenti secondo la prima norma
Prima che intervenissero gli aggiornamenti allo standard, il connettore SCART reso obbligatorio nel 1984 era così fatto:
| № del contatto | Designazione del segnale                                        |
| -------------- | --------------------------------------------------------------- |
| 1              | Uscita audio stereofonico, canale destro                        |
| 2              | Entrata audio stereofonico, canale destro                       |
| 3              | Uscita audio stereofonico, canale sinistro, o unico monofonico  |
| 4              | Massa comune audio                                              |
| 5              | Massa segnale primario blu                                      |
| 6              | Entrata audio stereofonico, canale sinistro, o unico monofonico |
| 7              | Segnale primario blu                                            |
| 8              | Selezione di funzione                                           |
| 9              | Massa segnale primario verde                                    |
| 10             | Linea interconnessione dati 2                                   |
| 11             | Segnale primario verde                                          |
| 12             | Linea interconnessione dati 1                                   |
| 13             | Massa segnale primario rosso                                    |
| 14             | Massa comune linee interconnessione dati                        |
| 15             | Segnale primario rosso                                          |
| 16             | Cancellazione                                                   |
| 17             | Massa video composito                                           |
| 18             | Massa segnale di cancellazione                                  |
| 19             | Uscita video composito                                          |
| 20             | Entrata video composito                                         |
| 21             | Massa comune                                                    |

Erano previsti tutti i cavi sopra riportati, meno il tipo B per i dati.